# Pfarrkirche Draßmarkt

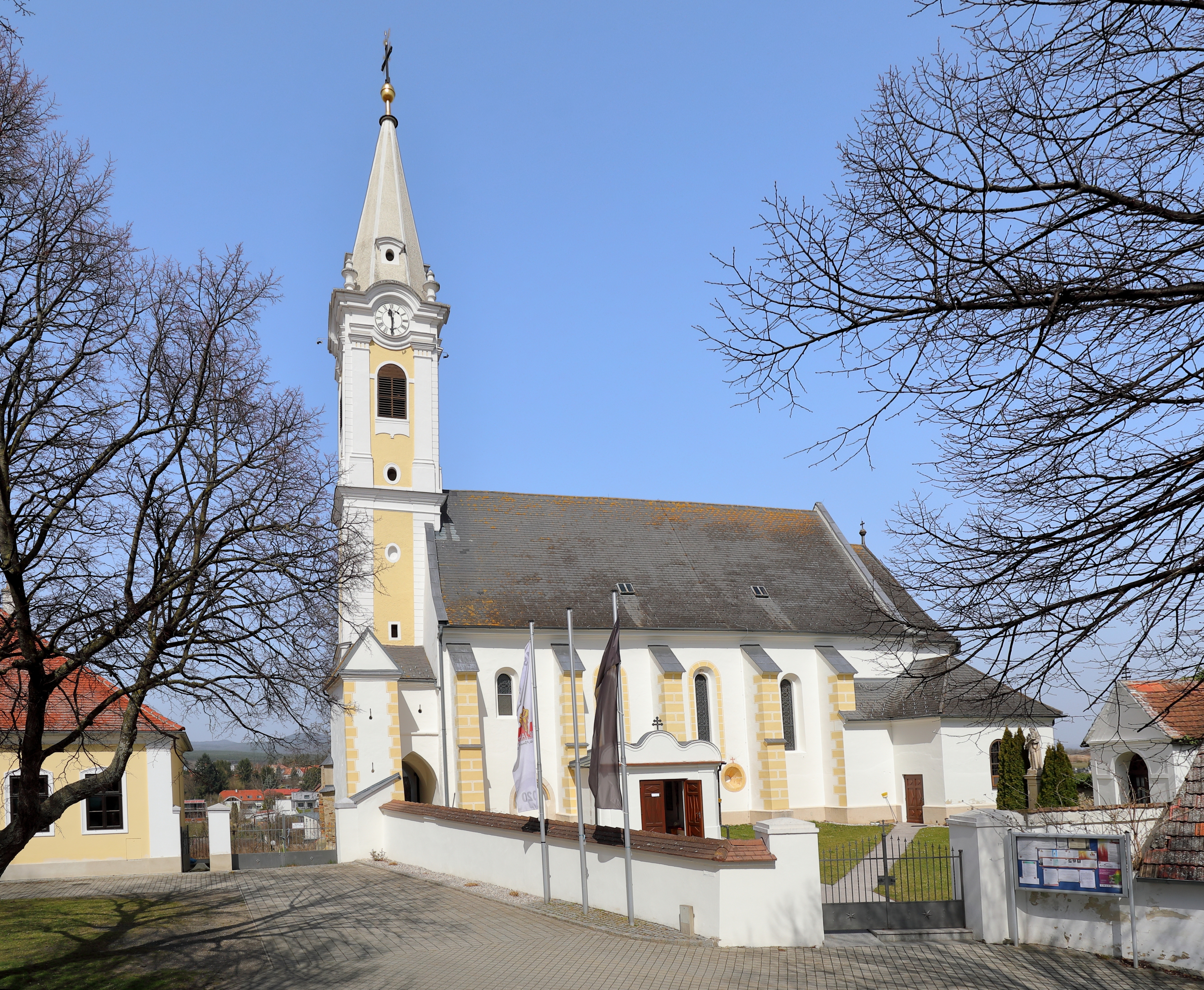
Katholische Pfarrkirche hl. Andreas in Draßmarkt

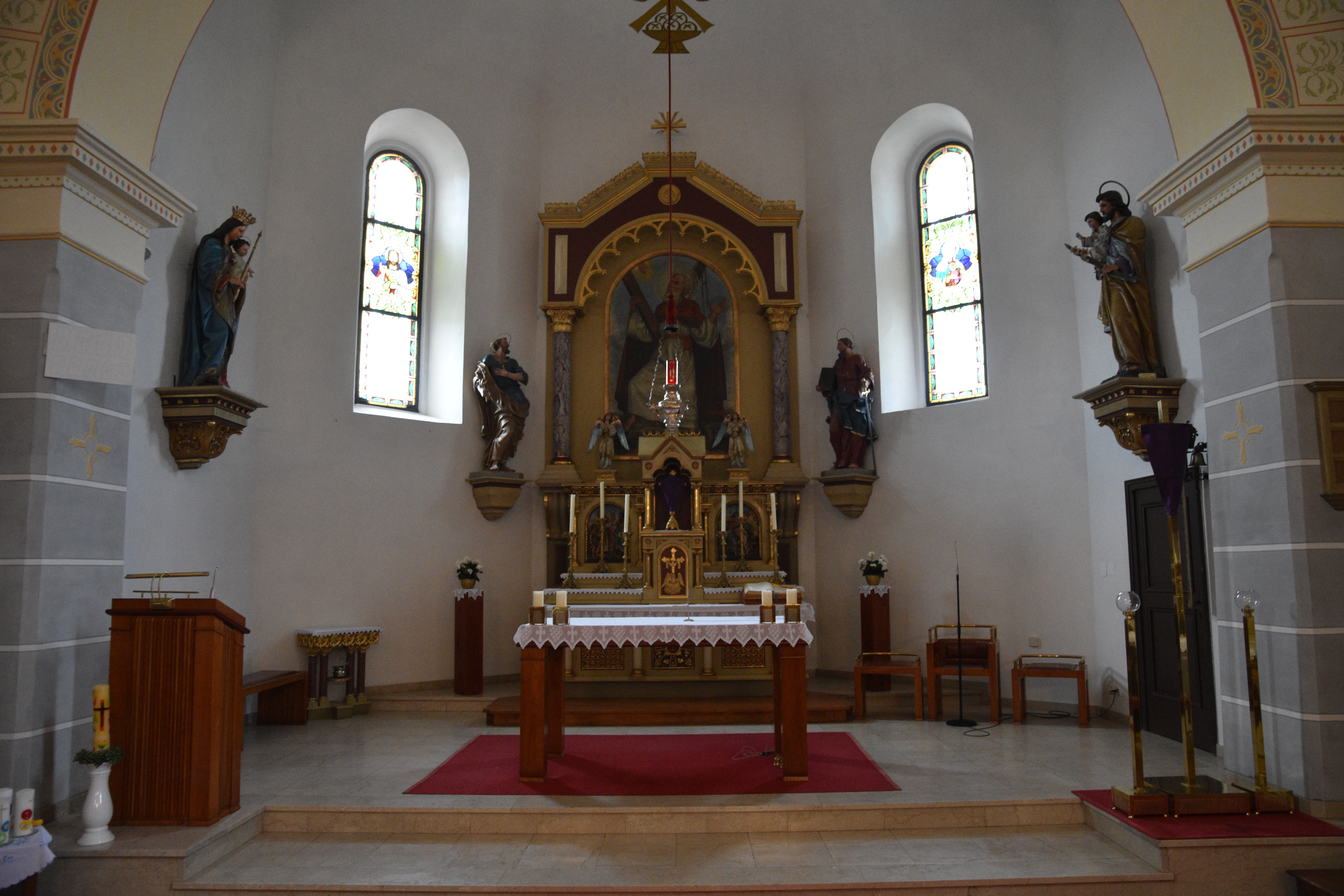
Der Altarraum der Kirche

Die römisch-katholische Pfarrkirche Draßmarkt steht in der Gemeinde Draßmarkt im Bezirk Oberpullendorf im Burgenland. Die unter dem Patrozinium des heiligen Andreas stehende Kirche gehört zum Dekanat Oberpullendorf in der Diözese Eisenstadt. Das Bauwerk steht unter Denkmalschutz (Listeneintrag).

## Lagebeschreibung
Die Kirche liegt im Ortszentrum auf einem Hügel.

## Geschichte
Die Pfarre wurde bereits im Mittelalter gegründet. Die ursprüngliche Kirche war wahrscheinlich früher eine Wehrkirche. Der heutige Bau stammt aus dem 16. Jahrhundert und wurde barock verändert. 1899 erfolgte eine Erweiterung, in den Jahren 1971 bis 1977 eine Gesamtrestaurierung.

## Kirchenbau
Die Kirche ist ein Saalbau mit zweistufigen Strebepfeilern. Die Langhausfenster sind schmal ausgeführt. Im Scheitel der Fenster sind teilweise Engelsköpfchen als Zierrat zu sehen. Der Chor ist gegenüber dem Langhaus eingezogen und die Apsis endet im 5/8-Schluss. Der Westturm ist dreigeschoßig und hat einen Steinhelm. Vor dem Turmportal ist ein spitzbogiges Tor, das zum Stiegenaufgang in den Turm und auf die Empore führt. Das Tor stammt aus dem 16. Jahrhundert. Vor dem Südportal ist ein Vorbau mit geschweiftem Giebel.
Das Langhaus der Kirche ist fünfjochig. Darüber ist Tonnengewölbe mit schmalen Stichkappen. Die Schildbögen sind spitzbogig. Die Gurtbögen lagern auf quadratischen Pilastern. Die dreiachsige Empore hat eine gerade Brüstung und ist platzlgewölbt. Der Triumphbogen ist rundbogig.

## Ausstattung
Der Volksaltar ist modern gestaltet. An der Apsiswand hängt ein Bild des heiligen Andreas von 1943. Seitlich stehen barocke Statuen der Heiligen Petrus und Paulus aus dem 18. Jahrhundert.
Der linke Seitenaltar ist neoromanisch. In der Mitte steht eine Maria Immaculata-Statue. Seitlich stehen Statuen der Heiligen Nikolaus von Bari und Ambrosius aus dem dritten Viertel des 18. Jahrhunderts. Die Kanzel stammt aus dem 19. Jahrhundert. Auf ihr sind Figuren der vier Evangelisten und eine Heiland-Statue aus dem 18. Jahrhundert. In der Turmvorhalle ist ein Kruzifix aus dem 18. Jahrhundert.
Die Orgel aus 1907 stammt von Gebrüder Rieger aus Jägerndorf und weist 12 Register auf.

## Glocke
Die Glocke wurde 1761 von Christof Packendorff in Neustadt gegossen.